# Kennedia carinata
Kennedia carinata är en ärtväxtart som först beskrevs av George Bentham, och fick sitt nu gällande namn av Karel Domin. Kennedia carinata ingår i släktet Kennedia och familjen ärtväxter. Inga underarter finns listade i Catalogue of Life.